# Fosse (musical)
Fosse è un musical sulla vita e il lavoro di Bob Fosse, diretto per la scena dallo stesso Fosse e Ann Reinking. Il musical usa una colonna sonora tratta da diversi musical di cui Fosse ha curato le coreografie, tra cui Cabaret, Kiss Me, Kate, Sweet Charity, Pippin, All That Jazz e Chicago. Il musical ha debuttato al Broadhurst Theatre di Broadway nel dicembre 1998 ed è rimasto in scena per più di mille repliche, vincendo tre Tony Awards, tra cui miglior musical.